# Saint-Félix-de-l’Héras
Saint-Félix-de-l’Héras – miejscowość i gmina we Francji, w regionie Oksytania, w departamencie Hérault.
Według danych na rok 1990 gminę zamieszkiwało 35 osób, a gęstość zaludnienia wynosiła 3 osoby/km² (wśród 1545 gmin Langwedocji-Roussillon Saint-Félix-de-l’Héras plasuje się na 865. miejscu pod względem liczby ludności, natomiast pod względem powierzchni na miejscu 665.).